# Thiofi
Thiofi est une localité située dans le département de Diguel dans la province du Soum de la région Sahel au Burkina Faso.

## Histoire
Thiofi est érigé en village indépendant administrativement de Diguel vers 2005.

## Santé et éducation
Le centre de soins le plus proche de Thiofi est le centre de santé et de promotion sociale (CSPS) de Diguel tandis que le centre médical avec antenne chirurgicale (CMA) se trouve à Djibo.
Le village possède une école primaire publique.